# Lista de vice-governadores da Paraíba
Esta é uma lista de vice-governadores do estado da Paraíba no pós-Estado Novo.
| Ordem | Lista de vice-governadores da Paraíba | Início do seu mandato   | Fim do seu mandato      | Cidade onde nasceu   | Unidade federativa | Notas de rodapé         | Referências          |
| 01    | José Targino Pereira da Costa         | Assumiu em 1947         | 31 de janeiro de 1951   | Araruna              | Paraíba            | [ nota 1 ] [ nota 2 ]   | [ 1 ]                |
| 02    | João Fernandes de Lima                | 31 de janeiro de 1951   | 31 de janeiro de 1956   | Mamanguape           | Paraíba            | [ nota 3 ] [ nota 4 ]   | [ 2 ]                |
| 03    | Pedro Moreno Gondim                   | 31 de janeiro de 1956   | 18 de março de 1960     | Alagoa Nova          | Paraíba            | [ nota 3 ] [ nota 5 ]   | [ 3 ] [ 4 ]          |
| 04    | André Avelino de Paiva Gadelha        | 31 de janeiro de 1961   | 31 de janeiro de 1966   |                      |                    | [ nota 3 ]              |                      |
| 05    | Severino Bezerra Cabral               | 31 de janeiro de 1966   | [ nota 6 ]              | Umbuzeiro            | Paraíba            | [ nota 7 ] [ nota 6 ]   | [ 5 ] [ 6 ] [ 7 ]    |
| 06    | Antônio Juarez Farias                 | 12 de setembro de 1970  | 15 de março de 1971     |                      |                    | [ nota 8 ]              | [ 8 ]                |
| 07    | Clóvis Bezerra Cavalcanti             | 15 de março de 1971     | 15 de março de 1975     | Bananeiras           | Paraíba            | [ nota 9 ]              |                      |
| 08    | Dorgival Terceiro Neto                | 15 de março de 1975     | 14 de agosto de 1978    | Taperoá              | Paraíba            |                         | [ 9 ]                |
| 09    | Clóvis Bezerra Cavalcanti             | 15 de março de 1979     | 14 de maio de 1982      | Bananeiras           | Paraíba            | [ nota 2 ]              |                      |
| 10    | José Carlos da Silva Júnior           | 15 de março de 1983     | 14 de maio de 1986      | Campina Grande       | Paraíba            | [ nota 10 ]             |                      |
| 11    | Antônio da Costa Gomes                | 14 de junho de 1986     | 15 de março de 1987     | Umbuzeiro            | Paraíba            | [ nota 11 ]             | [ 10 ]               |
| 12    | Raimundo Asfora                       | [ nota 12 ]             | [ nota 12 ]             | Fortaleza            | Ceará              | [ nota 12 ]             | [ 11 ]               |
| 13    | Cícero Lucena Filho                   | 15 de março de 1991     | 2 de abril de 1994      | São José de Piranhas | Paraíba            | [ nota 13 ]             | [ 12 ]               |
| 14    | José Targino Maranhão                 | 1º de janeiro de 1995   | 16 de setembro de 1995  | Araruna              | Paraíba            | [ nota 14 ] [ nota 15 ] | [ 13 ] [ 14 ] [ 15 ] |
| 15    | Antônio Roberto de Sousa Paulino      | 1º de janeiro de 1999   | 5 de abril de 2002      | Guarabira            | Paraíba            | [ nota 16 ]             | [ 16 ]               |
| 16    | Lauremília Lucena                     | 1º de janeiro de 2003   | 1º de janeiro de 2007   |                      |                    |                         |                      |
| 17    | José Lacerda Neto                     | 1º de janeiro de 2007   | 17 de fevereiro de 2009 | São José de Piranhas | Paraíba            |                         |                      |
| 18    | Luciano Cartaxo Pires de Sá           | 18 de fevereiro de 2009 | 1º de janeiro de 2011   | Sousa                | Paraíba            |                         | [ 17 ] [ 18 ]        |
| 19    | Rômulo José de Gouveia                | 1º de janeiro de 2011   | 1º de janeiro de 2015   | Campina Grande       | Paraíba            | [ nota 17 ]             | [ 19 ]               |
| 20    | Ana Lígia Costa Feliciano             | 1º de janeiro de 2015   | 1º de janeiro de 2023   | Campina Grande       | Paraíba            | [ nota 18 ]             | [ 20 ]               |
| 21    | Lucas Ribeiro Novais de Araújo        | 1º de janeiro de 2023   | em exercício            | João Pessoa          | Paraíba            |                         | [ 21 ]               |

Legenda
| Cor           | Significado                                                                                 |
| Verde         | Mandatários eleitos por votação direta ou indireta (por escolha da Assembleia Legislativa). |
| Amarelo       | Mandatários eleitos indiretamente segundo as regras do Regime Militar de 1964.              |
| Azul turquesa | Vice-governador empossado após decisão do Tribunal Superior Eleitoral.                      |